# Marlenheim
Marlenheim es una localidad y  comuna francesa, situada en el  departamento de Bajo Rin, en la región de  Alsacia.
Marlenheim limita al norte con Nordheim y Fessenheim-le-Bas, al noreste con Furdenheim, al este con Kirchheim, al sureste con Wangen y al noroeste con Wasselonne.

## Historia
"Marilegium" es citada en las crónicas de Grégoire de Tours en el siglo VI como villa de los reyes francos, visitada con frecuencia por la reina Brunehilde y sus nietos. El emperador Luis el Piadoso, fue recluido en la villa en junio de 833 antes de ser transferido a Soissons donde sería juzgado por la Dieta imperial.

## Demografía
| 1512 | 1823 | 2287 | 2822 | 2956 | 3365 |
| Para los censos de 1962 a 1999 la población legal corresponde a la población sin duplicidades (Fuente: INSEE [Consultar]) |      |      |      |      |      |

## Patrimonio
- Iglesia de Sainte Richarde: relieves y decoración
- Moulin du Kronthal
- Crucero de 1661
- Pozo Saint Martin (1498)

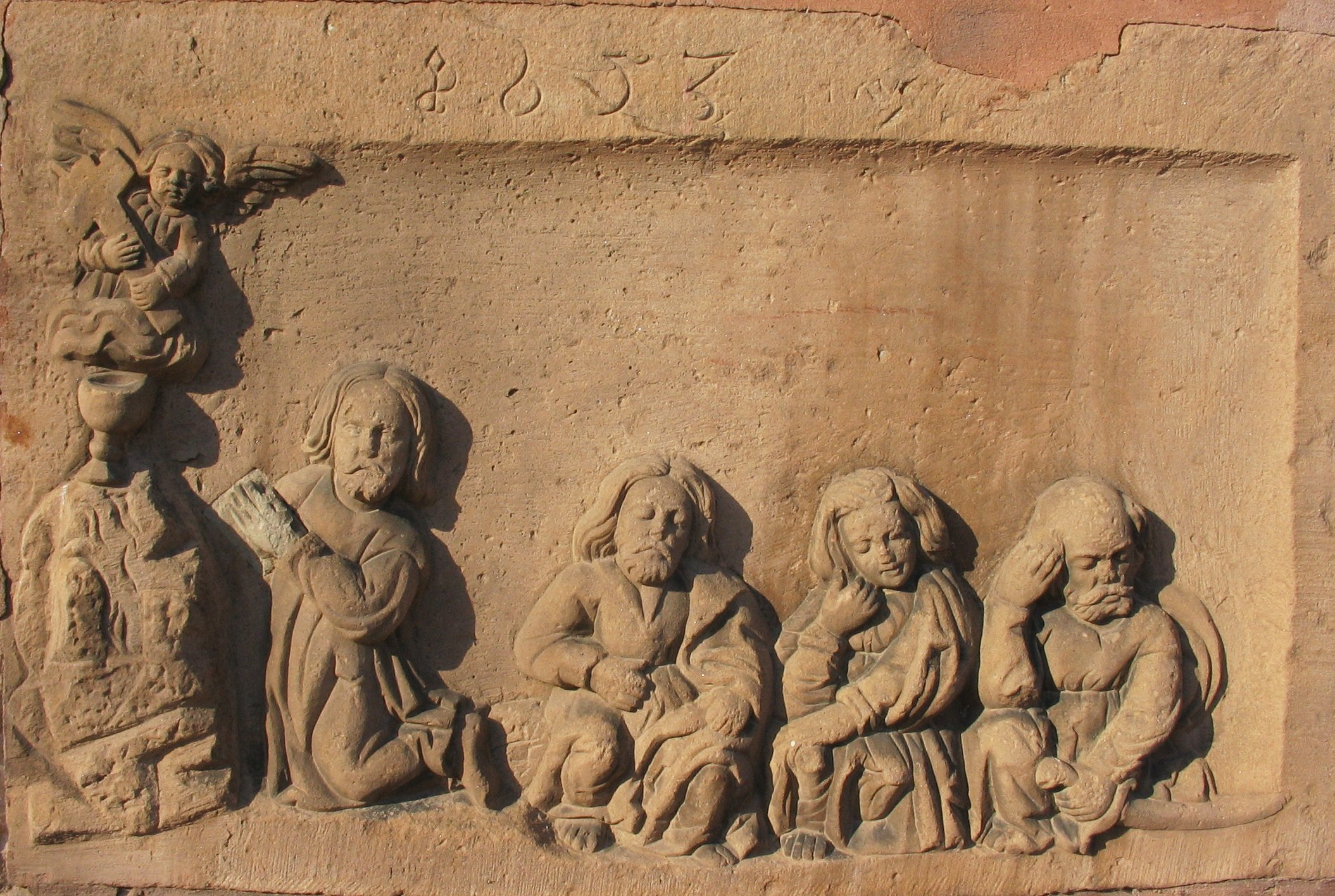
bas-relief du Mont des Oliviers
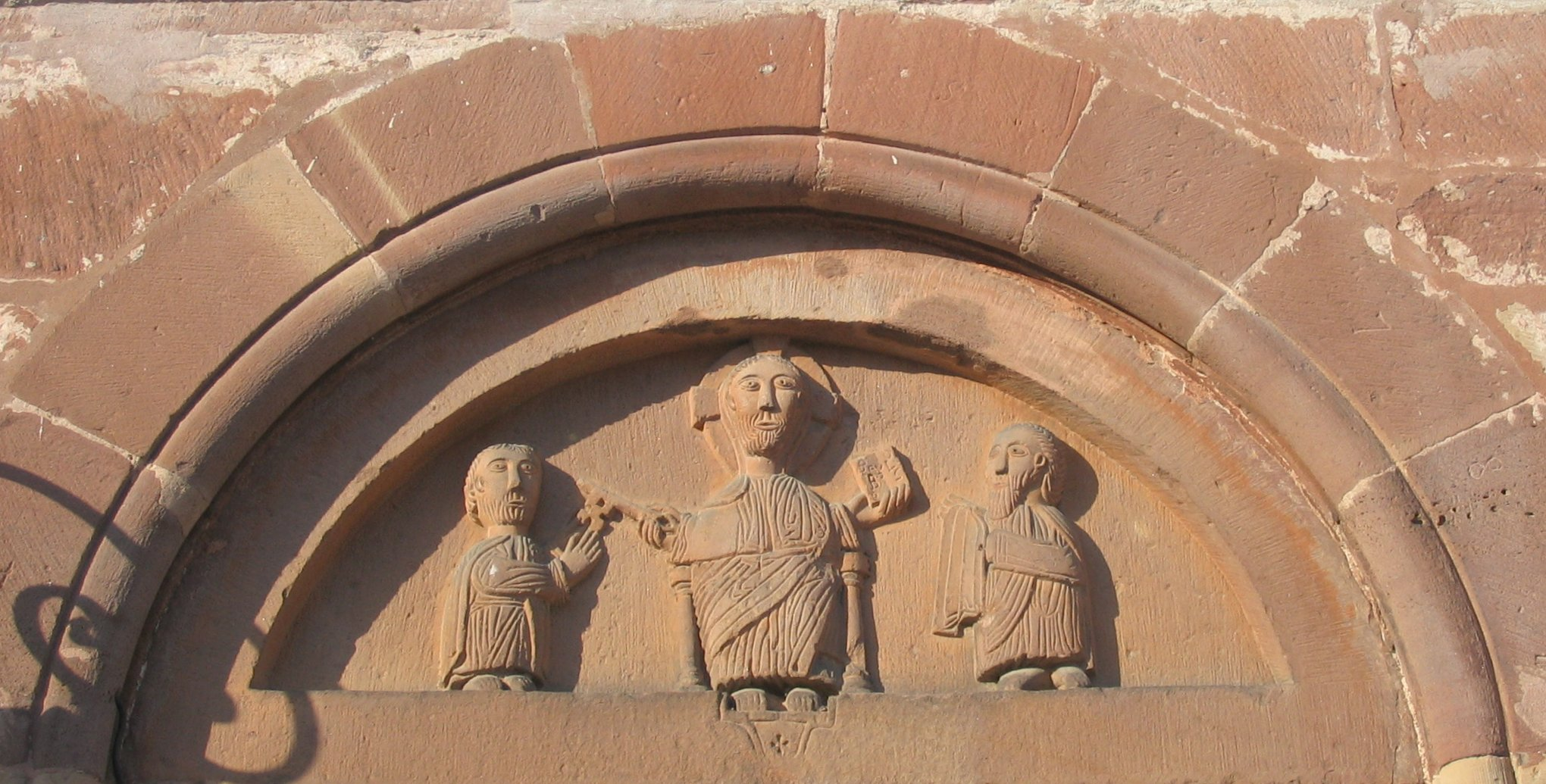
tympan roman (XIIe siècle)
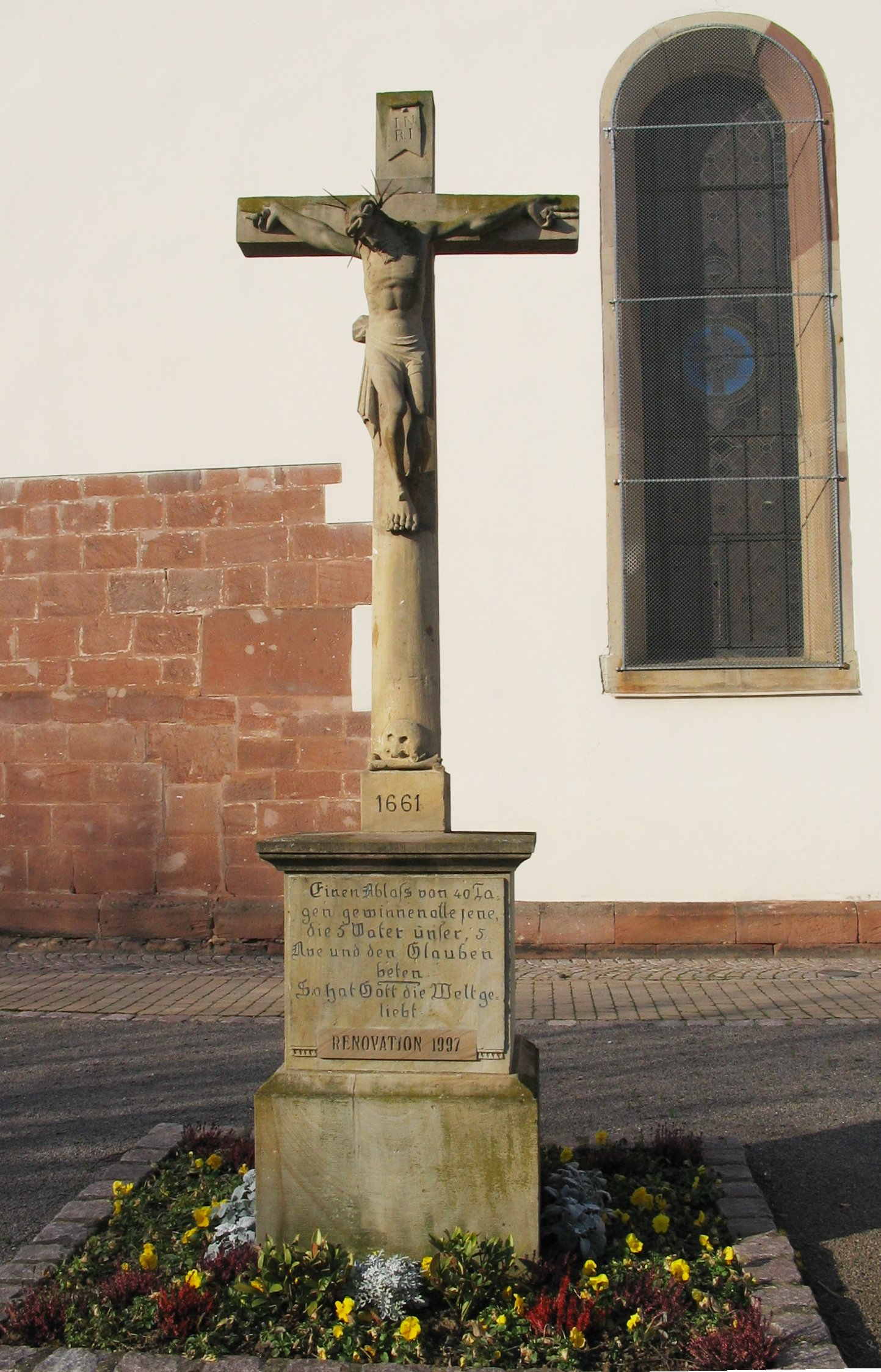
croix de 1661

Cada 15 de agosto se celebra la representación del casamiento del Ami Fritz, obra de Erckmann-Chatrian.